# Praksyteles

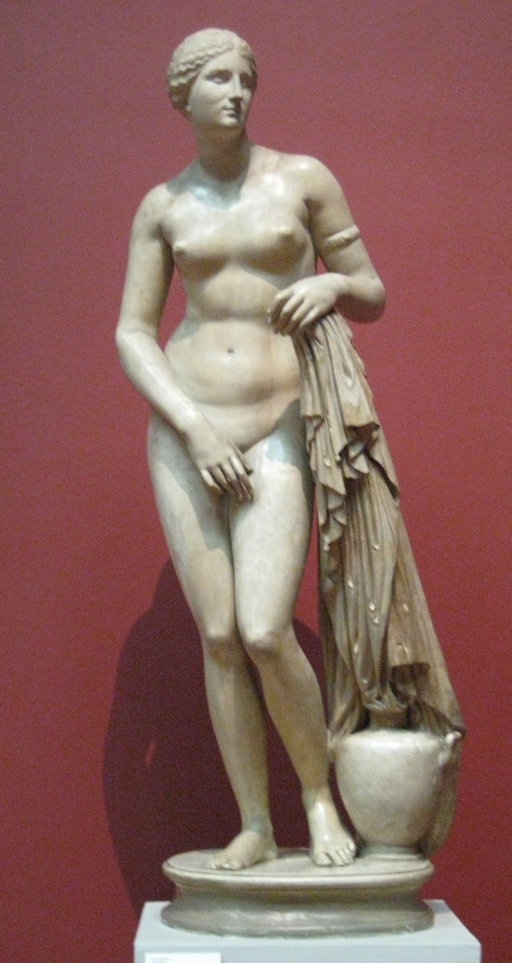
Afrodyta Knidyjska

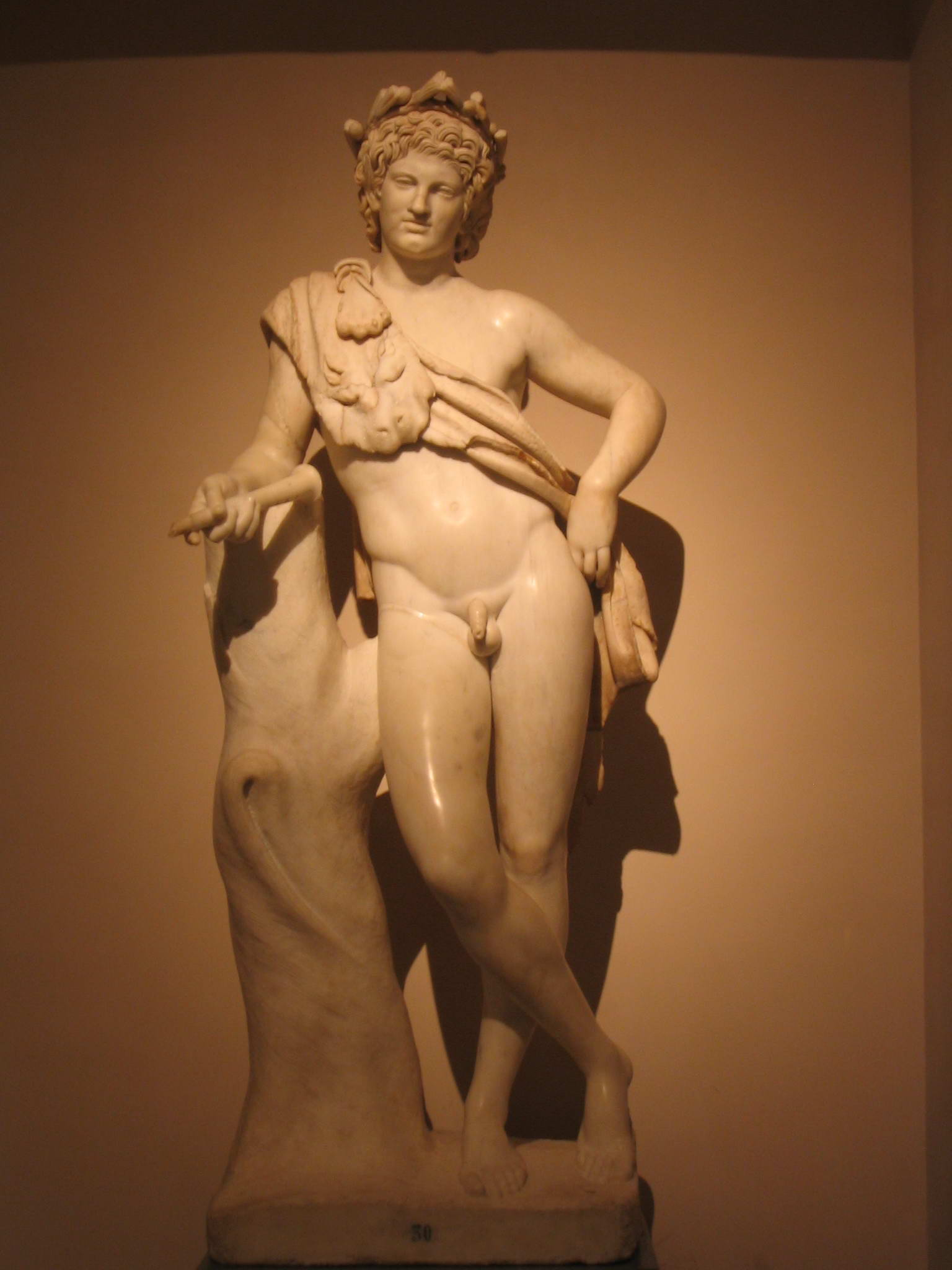
Odpoczywający satyr

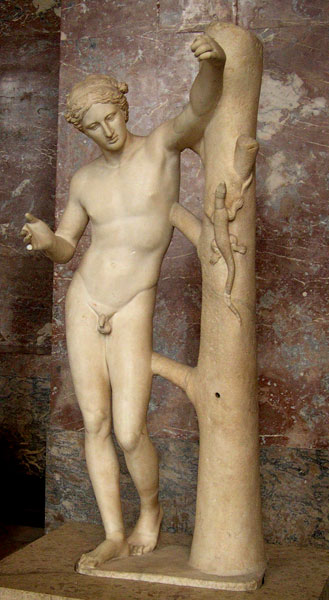
Apollo Sauroktonos

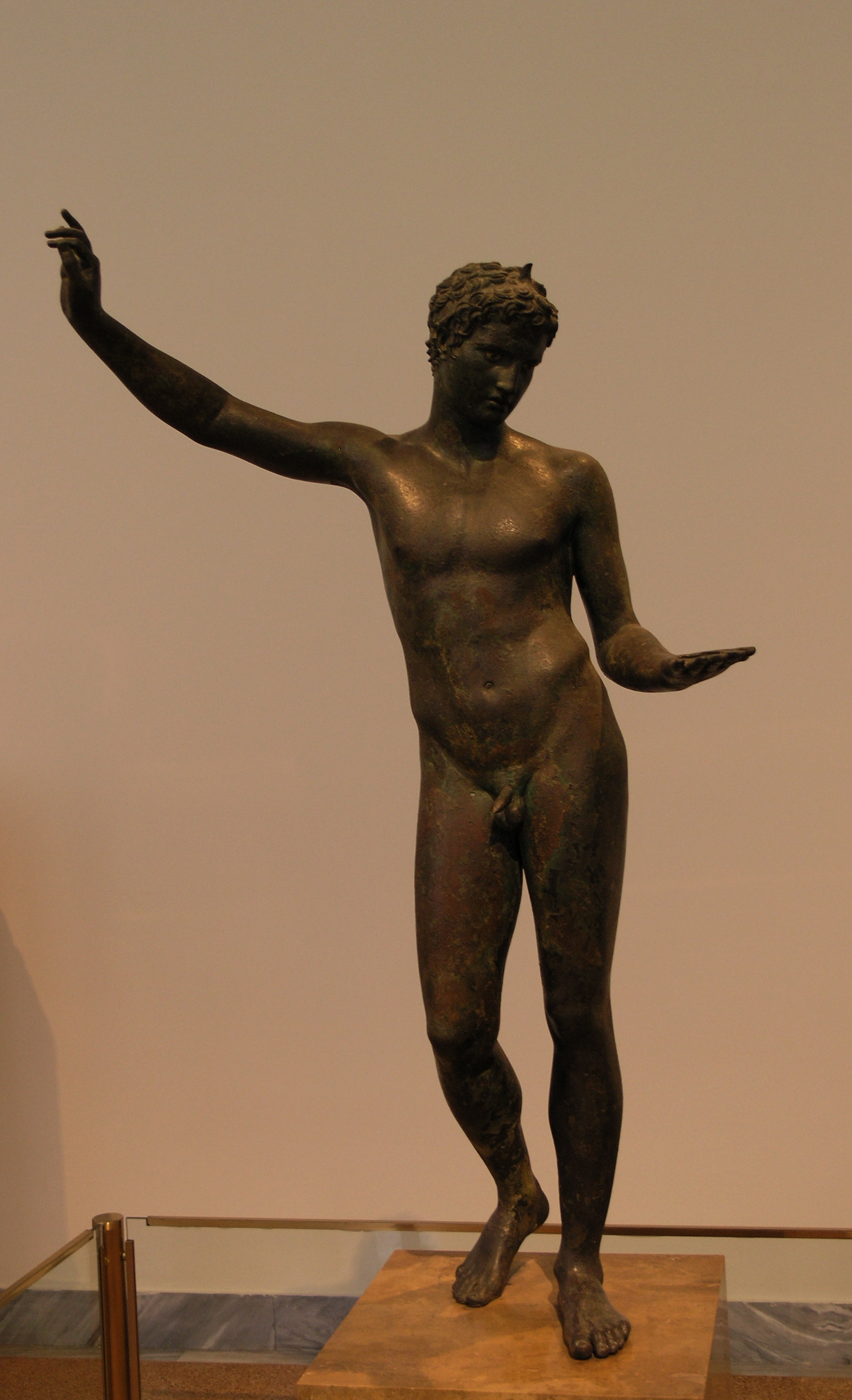
Efeb z Maratonu

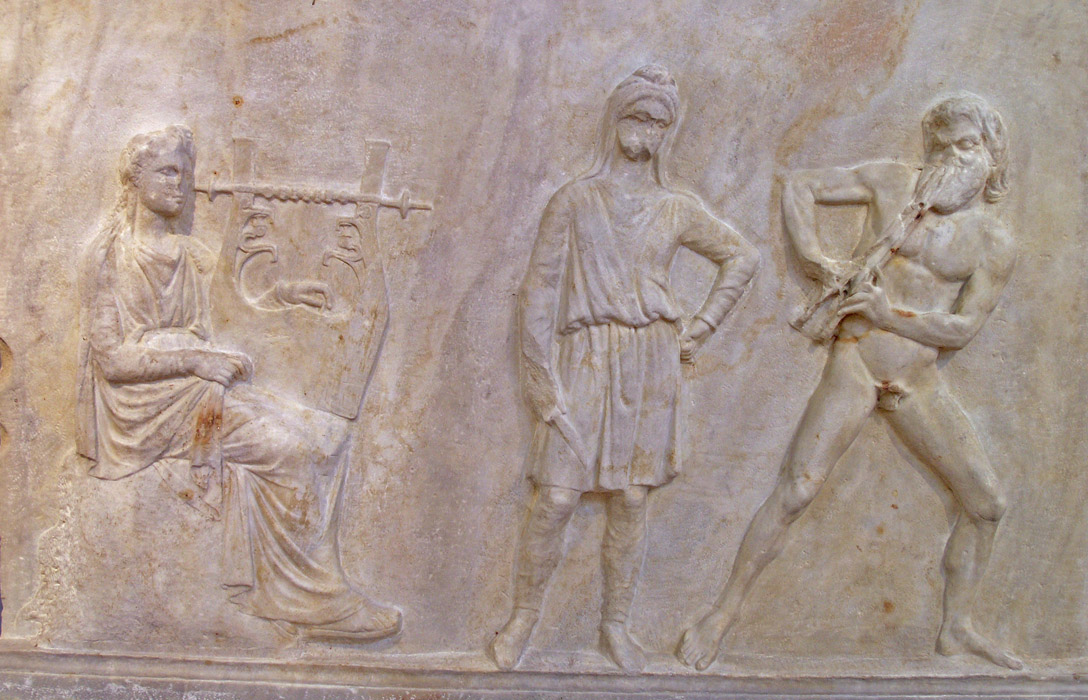
Baza kolumny z Mantinei

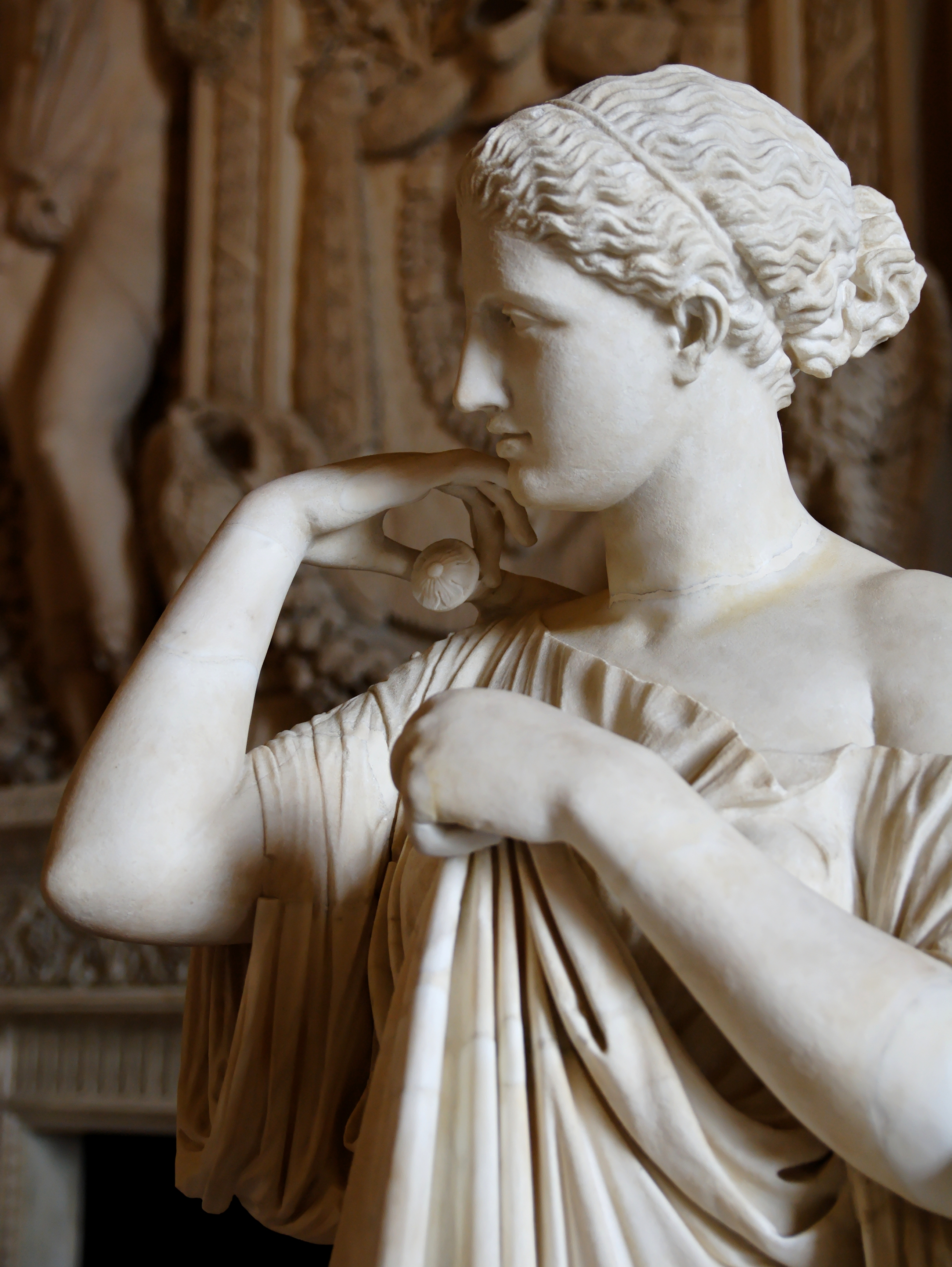
Artemida z Gabii

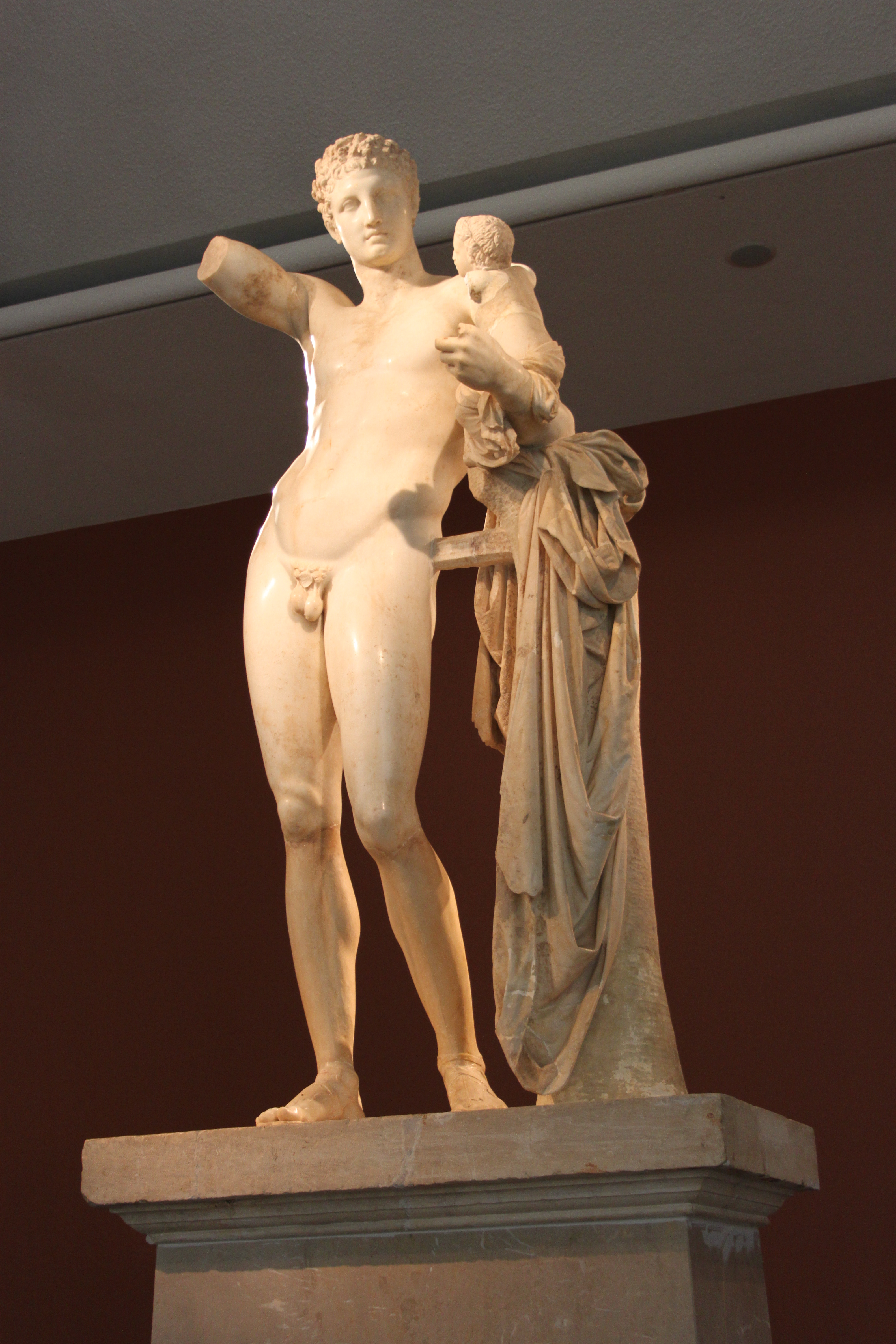
Hermes z małym Dionizosem

Praksyteles z Aten – rzeźbiarz grecki. Artysta stylu późnoklasycznego, którego lata działalności są kwestią sporną i ich datowanie waha się od 380 do 330 lat p.n.e. Syn Kefisodotosa Starszego, a ojciec Kefisodotosa Młodszego i Timarchosa.

## Życiorys
Wiadome jest, że Praksyteles był Ateńczykiem, o czym świadczy znaleziona w Tespiach inskrypcja z jego sygnaturą. Źródła dostarczają niewiele informacji na temat jego życia, a te, które istnieją, są często sprzeczne. Najczęściej przyjmuje się, że Praksyteles urodził się na przełomie V i IV wieku p.n.e. Na podstawie przekazów pisanych uważa się, że artysta zaczął tworzyć w latach 380-370, co jest jednak kwestią sporną. Pracował on nie tylko w Atenach, ale również na Peloponezie, w północnej Grecji, Azji i na Wyspach Jońskich, gdzie powstała Afrodyta Knidyjska. Uczył się najprawdopodobniej zarówno w Atenach, jak i na Peloponezie. Świadczy o tym wpływ zarówno twórców ateńskich, jak i peloponeskich, a zwłaszcza Myrona i Polikleta, na jego wczesne dzieła. Posągiem niewątpliwie z początków kariery Praksytelesa był Satyr nalewający, znany z ponad dwudziestu kopii marmurowych. Jest to dzieło z okresu przejściowego, pofidiaszowskiego, gdzie wpływ artystów V-wiecznych jest jeszcze bardzo duży. Pewne jest, że po pobycie w Atenach wyjechał do Azji Mniejszej, będąc już wtedy znanym, w świecie greckim, artystą. Musiało to nastąpić przed 353 rokiem p.n.e., inaczej z pewnością nie byłby pominięty przy doborze artystów do prac na Mauzoleum w Halikarnasie. Był autorem słynnych już w starożytności rzeźb, o czym poświadczają monety, na których bito ich podobizny.
Najprawdopodobniej Praksyteles umarł przed objęciem władzy przez Aleksandra Wielkiego, w innym przypadku władca musiałby ściągnąć do siebie artystę już za życia uznawanego przez starożytnych za wybitnego. Za dzieło z końca życia rzeźbiarza uznaje się grupę Hermesa z małym Dionizosem. Dawna hipoteza zakłada, jakoby miałaby być to rzeźba wystawiona dla uczczenia przymierza Elei i Arkadii. Najbardziej znaną współcześnie rzeźbą Praksytelesa jest Afrodyta z Knidos wystawiona około 360 roku p.n.e., do której pozowała rzeźbiarzowi hetera Fryne.

## Praksyteles w dziełach historyków
- W nauce, zgodnie z dziełem Pliniusza[1], za szczytowy okres rozwoju jego kariery przyjmuje się rok 104 Olimpiady, czyli 364 p.n.e.
- Witruwiusz niesłusznie podaje, jakoby Praksyteles miał pracować wraz z innymi rzeźbiarzami przy dekoracji Mauzoleum w Halikarnasie w 353 roku p.n.e.[2]
- Strabon podaje, że rzeźbiarz był zatrudniony przy dekoracji ołtarza Artemidy w Efezie po pożarze sanktuarium w 356 roku p.n.e.[3]
- Kolejny przekaz Pliniusza[4] głosi, jakoby działalność syna Praksytelesa, Kefisodotosa Młodszego miała przypadać na 121 Olimpiadę, czyli lata 296-293 p.n.e.
- Pauzaniasz podaje[5], że Praksyteles pracował w Mantinei w okresie życia trzeciej generacji po rzeźbiarzu Alkamenesie, czyli w latach około 350-340 p.n.e.

## Twórczość
Praksyteles był przedstawicielem szkoły ateńskiej, co wpłynęło na jego styl. Przykładem jest rzeźba przedstawiająca grupę Hermesa z małym Dionizosem. W odróżnieniu od Lizypa przedstawiał bogów jako ludzi pozbawionych trosk. Przedstawienia bogów Praksytelesa są nazywane w literaturze pięknymi bogami. Należą do nich Artemida z Gabii, Eros Borghese czy Afrodyta z Knidos. Rzeźba Odpoczywający satyr przedstawia spokojnego i rozmarzonego młodzieńca. Postać jest wysmukła, a rzeźbiarz rozwinął kontrapost, wyrażający się esowatą linią sylwetki. Młody satyr opiera się o pień drzewa. Podobnie Apollo Sauroktonos. Chociaż kompozycja ciała wyraża spokój i beztroskę, to jaszczurka, wspinająca się po konarze ma być wcieleniem zła. Nadaje to mitycznego, sakralnego znaczenia całej rzeźbie. Jak twierdzi Zofia Sztetyłło sztuka grecka zawdzięcza Praksytelesowi nie tylko "uczłowieczenie" bogów w ich nadczasowej, pięknej młodości, ale również nowy kanon, będący rozwinięciem i przetworzeniem kontrapostu Polikleta. Rozłożenie ciężaru ciała u Praksytelesa przyjmuje linię esowatą, zaś modelunek jest miękki i delikatny.

## Dzieła
- Eros Farnese
- Satyr nalewający
- Artemida Brauronia
- Kunikos
- Efeb z Maratonu
- Apollo Sauroktonos (Apollo zabijający jaszczurkę)
- Hermes z małym Dionizosem
- Euboleos (nie ma pewności czy to dzieło Praksytelesa)
- Afrodyta Knidyjska- rzeźba bogini wykonana z paryjskiego marmuru. Postać kobiety na posągu lekko pochyla się do przodu i na bok, zakrywając część ciała prawą dłonią, w geście skromności wielokrotnie powtarzanym później w licznych aktach. Wyraz jej twarzy stanowi syntezę delikatności, godności i frywolności, ze szczegółami bardzo lekko zaznaczonymi i subtelnym potraktowaniem skóry, tworzącym piękny kontrast świateł i cieni.
- Eros z Centocello
- Eros Borghese
- Artemida z Gabii

## Oryginalność dzieł
W czasach supremacji Cesarstwa Rzymskiego Rzymianie odkryli sztukę grecką i w ogromnych ilościach zaczęli sprowadzać dzieła sztuki do Rzymu. Wykonywano wtedy też wiele kopii znanych i sławnych dzieł. Dzięki temu wiemy, jak wyglądały niektóre z nich, bo większość oryginałów potem zaginęła. Rodzi to jednak wiele problemów ze stwierdzeniem oryginalności dzieł. Na przykład Hermes z małym Dionizosem odkryty w 1877 r. w Olimpii, uznawany był za oryginał. Przed laty uczony niemiecki C. Blümel uznał rzeźbę za kopię rzymską. Jedyną bezspornie oryginalną rzeźbą jest baza posągu odnaleziona w 1887 roku w Mantinei, przedstawiająca muzy i Marsjasza.